# Rafael Frühbeck de Burgos

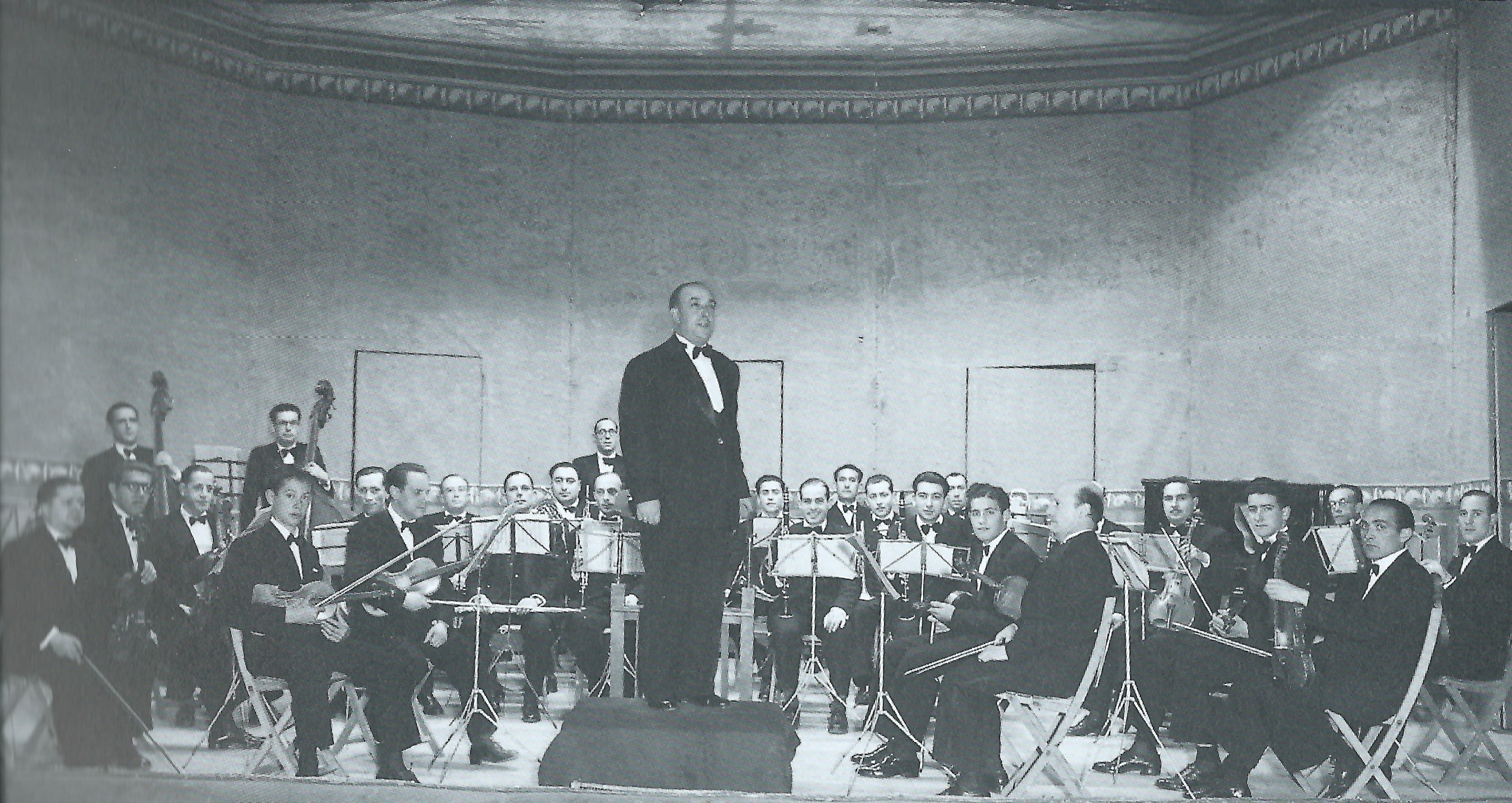
Rafael Frühbeck de Burgos

Rafael Frühbeck de Burgos (Burgos, 15 de setembro de 1933 - Pamplona, 11 de junho de 2014) foi um compositor, maestro e diretor de orquestra espanhol. Os seus pais eram da Alemanha. Desde 2006 até à sua morte, foi maestro titular da Orquestra Filarmónica de Dresden, Alemanha, e da RAI National Symphony Orchestra de Turin, Itália.
Frühbeck nasceu em Burgos, Espanha e estudou violino, piano e composição nos conservatórios de Bilbao e de Madrid. Formou-se cum laude na Musikhochschule de Munique, na condução ganhou o Prémio Richard Strauss.
Frühbeck atuou como diretor musical da Rundfunk-Sinfonieorchester Berlin de Berlim, da Ópera Alemã de Berlim, maestro principal da Orquestra Sinfónica de Bilbao da Sinfónica de Viena e como maestro convidado principal de numerosas orquestras na Europa, nos Estados Unidos e Japão. Fez a sua estreia nos Estados Unidos com a Orquestra de Filadélfia.
De 1980 a 1983 foi maestro titular da Orquestra Sinfónica Yomiuri Nippon de Tóquio, da qual tornou-se maestro honorário até sua morte.